# Radingrad, Razgrad
Radingrad (în bulgară Радинград) este un sat în comuna Razgrad, regiunea Razgrad,  Bulgaria. 

## Demografie
Componența etnică a satului Radingrad
     Turci (82,82%)
     Bulgari (15,64%)
     Nicio identificare (1,52%)
     Altele (0%)
La recensământul din 2011, populația satului Radingrad era de 262 locuitori. Din punct de vedere etnic, majoritatea locuitorilor (82,82%) erau turci, cu o minoritate de bulgari (15,64%). Pentru 1,52% din locuitori nu este cunoscută apartenența etnică.